# Freienohl
Freienohl is een plaats in Duitsland, in de deelstaat Noordrijn-Westfalen, en wel in de gemeente Meschede in het Sauerland.
Freienohl had, volgens de website van de gemeente Meschede, per 31 december 2021 4.045 inwoners. Het is daarmee op de stad Meschede na de grootste plaats in de gemeente. Het ligt aan de hier erg bochtige rivier de Ruhr, op ongeveer 8 kilometer ten westen van het stadje Meschede.

## Infrastructuur
- Afritten 67 en 68 van de Autobahn A 46 liggen dichtbij Freienohl.
- Freienohl heeft een klein station aan de spoorlijn van Meschede naar Arnsberg v.v.. Zie Spoorlijn Aken - Kassel. Ieder uur doet één stoptrein Freienohl aan.

## Geschiedenis
Freienohl ligt aan de voet van de 422 meter hoge heuvel Küppel. Op de top daarvan lag in de IJzertijd een ringwal met de naam Schiedlike Borg.
De reeds in de 13e eeuw gestichte plaats verwierf van Godfried IV, graaf van Arnsberg, in 1364 een beperkt stadsrecht, Freiheit genaamd. Het plaatsje behoorde vanaf de 15e eeuw zelfs tot de Hanze, al had het binnen deze stedenbond slechts een derderangs status.
Vanaf de 17e eeuw ging Freienohl in belang en inwonertal achteruit, o.a. door de ellende van de Dertigjarige Oorlog, pestepidemieën, en stadsbranden in 1699 en 1893.
In 1700 werd het, in 1911 nog van kleur veranderde wapen van Freienohl vastgesteld. Oorspronkelijk (ten minste vanaf 1518) haf de plaats een stadszegel met daarin twee vissen, die met elkaar waren verstrengeld; in 1700 herkende men de oude afbeelding niet meer als zodanig, en de afbeelding werd voor het nieuwe wapen geïnterpreteerd als een letter S. 
In 1752 werd de nog bestaande, rooms-katholieke, Sint-Nicolaaskerk gebouwd; deze werd in 1957 aanmerkelijk vergroot. In 1957 werd de evangelisch-lutherse Kreuzkapelle gebouwd.
In 1975 werd de plaats bij de gemeente Meschede gevoegd, en Freienohl verloor zijn stadrecht. Het voormalige gemeentehuis van Freienohl, het Alte Amtshaus, is thans een dependance van het gemeentehuis van Meschede.
In 2017 werd de uitzichttoren Küppelturm op de heuvel Küppel verwijderd en maakte plaats voor een zendmast. Sinds september 2022 bestaat in de buurt een nieuwbouw van 28 m hoogte en 140 traptreden.

## Bezienswaardigheden, evenementen
- Freienohl is fraai gelegen in het Sauerland en is een geschikt uitgangspunt voor, ook meerdaagse, wandel- en fietstochten.
- De plaats heeft een zeer actief verenigingsleven, waarin de jaarlijkse schuttersfeesten een belangrijke rol spelen.

## Afbeeldingen

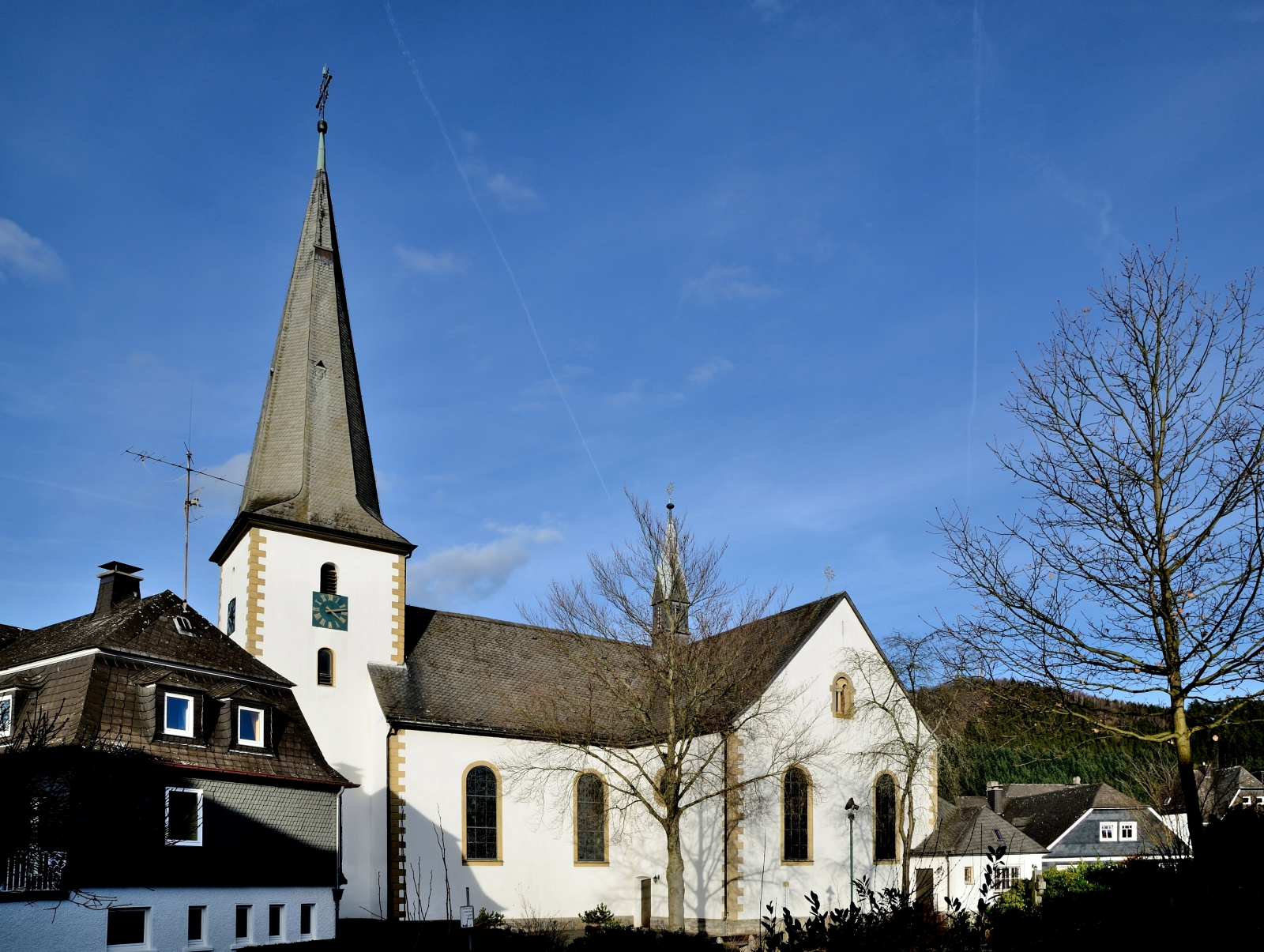
Sint-Nicolaaskerk, Freienohl
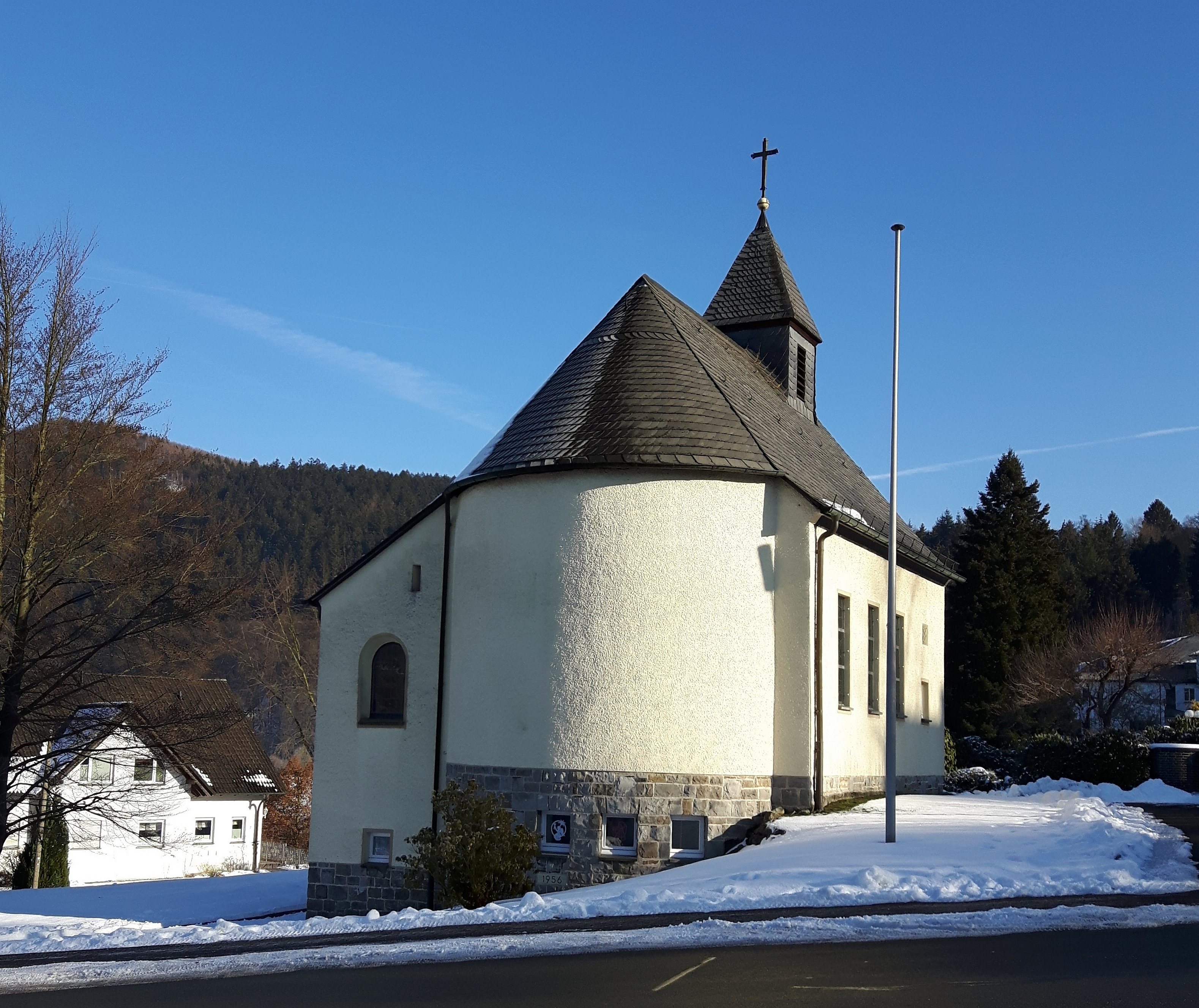
Kreuzkapelle, Freienohl
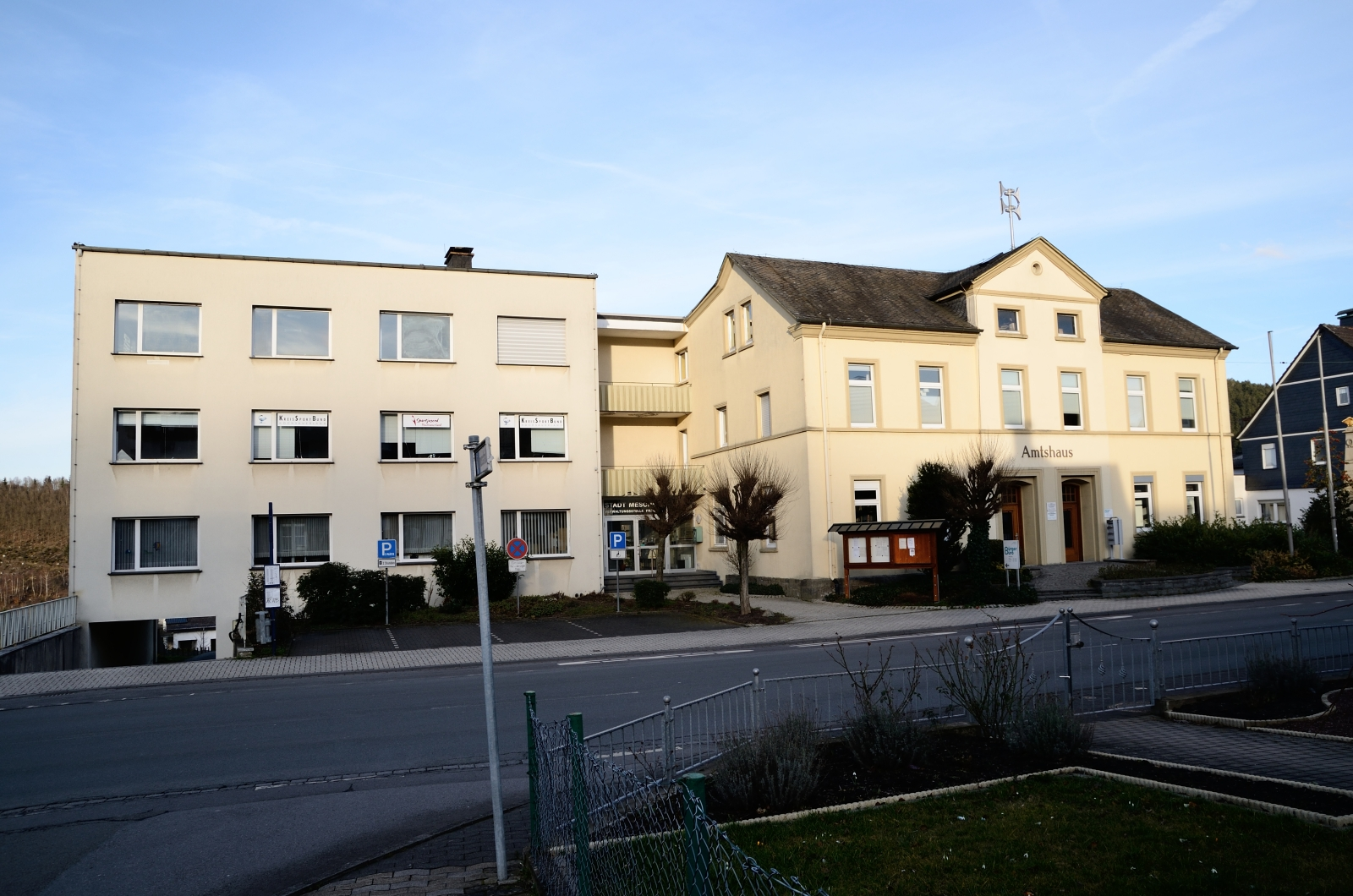
Altes Amtshaus